# Nowy Łążek
Nowy Łążek – część wsi Łążek w Polsce, położona w województwie świętokrzyskim, w powiecie sandomierskim, w gminie Łoniów. Nie ma sołtysa, należy do sołectwa Łążek.
W latach 1975–1998 Nowy Łążek administracyjnie należał do województwa tarnobrzeskiego.